# ویتائوتاس بوتکوس
ویتائوتاس بوتکوس (انگلیسی: Vytautas Butkus; ۲۰ دسامبر ۱۹۴۹ – ) قایقران روئینگ اهل اتحاد جماهیر شوروی سوسیالیستی بود.
وی در مسابقات کشوری و بین‌المللی در مجموع برندهٔ ۲ مدال نقره، ۱ مدال برنز شده‌است.